# Johann Ludwig Burckhardt
Johann Ludwig Burckhardt, (znan tudi kot John Lewis ali  Jean Louis) Burckhardt), švicarski raziskovalec in pisatelj, * 24. november 1784, Lausanne, Švica, † 15. oktober 1817, Kairo. Najbolj znan je po odkritju ruševin nabatejskega mesta Petra, ki je danes del Unescove svetovne dediščine.